# 国立アメリカ・インディアン博物館
座標: 北緯38度53分18秒 西経77度0分59秒 / 北緯38.88833度 西経77.01639度

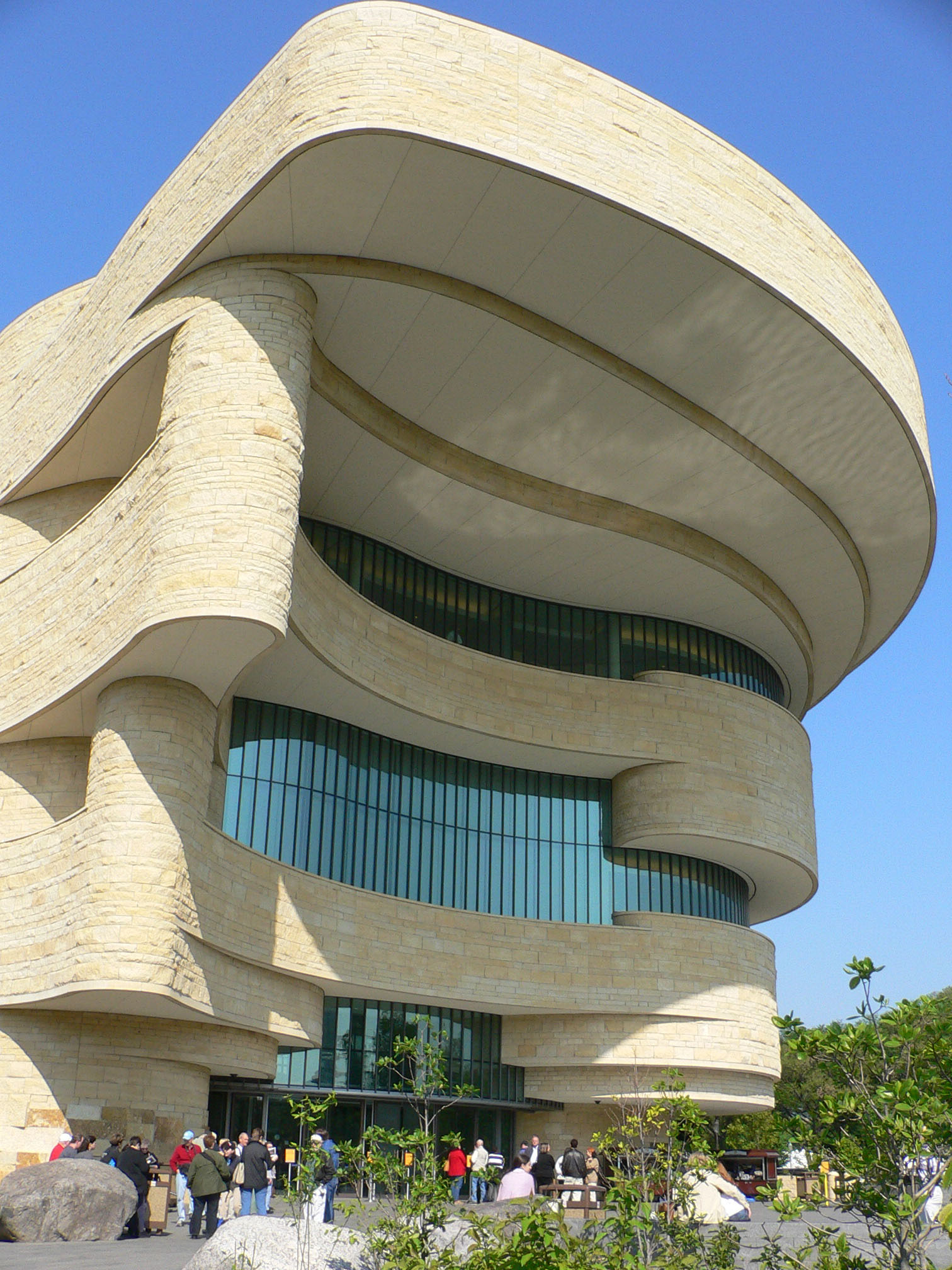
国立アメリカ・インディアン博物館東側入り口。アメリカ合衆国議会議事堂の方向に面している。朝日が昇る東に向けて住居の入り口を作るのはインディアンの伝統文化である。

国立アメリカ・インディアン博物館（こくりつアメリカ・インディアンはくぶつかん、英語名National Museum of the American Indian）は、アメリカ合衆国首都ワシントンD.C.の中心部ナショナル・モールに位置する、アメリカインディアン民族の文化資料博物館の名称。英語の頭文字をとり、NMAIと略されることがある。

## 概要
ワシントンD.C.のナショナル・モールにあるこの「国立アメリカ・インディアン博物館」は、1989年にアメリカ合衆国議会法を経て建設が開始された。しかしジョージ・H・W・ブッシュ政権が当館の建設費1億ドルのうち、3分の2しか資金調達しなかったため、スミソニアン協会は残りの建設費を捻出するため、1991年1月に前代未聞の募金呼びかけを行った。同協会は新聞各紙に次のような全面広告を載せた。
「コロンブスを発見した人たちから、新しい博物館についてのお知らせ。　一般市民の皆さんと、『その他（のお金持ち）』の皆さんに、20ドルから1,000ドルまで、寄付金を求めます。」
『その他（のお金持ち）』の寄付はほとんどなかったが、多数の有名人が募金運動に協力した。億万長者のデイビッド・ロックフェラーとドナルド・ケンドールの他に、ロバート・レッドフォード、ゴールディ・ホーン、クリー・サマーやキャロル・オコナー、マイケル・ドリス、ペギー・カフリッツ、サージェント・シュライバー、元世界銀行総裁のバーバー・コナブルらの有名人、インディアンの個人からは、ルイーズ・アードリック、スコット・モマディ、スーザン・ショーン・ハルジョ、アラン・パーカー、ビリー・ミルズ、ジョン・エコーホーク、ラドンナ・ハリスらが名を連ね、募金を呼びかけた。前年にインディアンを題材にした映画『ダンス・ウィズ・ウルブズ』を大ヒットさせたケビン・コスナーは、この映画の収益の大部分を当館の基金に寄付している。
こうして建設基金をなんとか調達して、当館は2004年9月21日に無事開館した。工事着工から実に15年の歳月をかけて建立されたこの博物館は、インディアンにのみ独占的に的を絞ったアメリカ合衆国最初の国立博物館となった。
博物館は西半球における原住民アメリカ･インディアン達のくらし、言語、文学、歴史および芸術などの生活に関連した文化を収める施設であり、スミソニアン協会によって管轄、運営されている。また、同博物館はスミソニアン博物館群で最も新しい16番目の博物館である。
この博物館はほかに、ニューヨーク市にある「ジョージ・グスタフ・ヘイ・センター」や、メリーランド州スートランドにある「文化資源センター」の2つの施設を併設している。これらも全てスミソニアン協会の管轄下にある。開館時間は午前10時から午後5時30分まで。クリスマスを除き年中無休である。入り口では簡単な手荷物検査が行われる。ミュージアムショップやカフェテリアも充実。車椅子での来館や手話を必要とする来館者にも不便にならないよう設備が設けられている。
5階建、約23,000㎡の全フロア面積、滑らかな曲線で構成される建物は、黄金色のカソタ石灰岩で覆われており、それは幾千年もの時を経て風や水により形作られた自然の岩層を再現している。博物館自体は17,200㎡の面積を持ち、アメリカ東部地方の湿地を再現した庭園で囲まれている。博物館東側の正面玄関には、現代インディアン風のプリズム式の窓と高さ37mに及ぶ吹き抜けとなっていて、これはインディアンたちと直接の打ち合わせによるものである。ニューヨーク市のマンハッタン南部にある「ヘイ・センター」と同様に、フィルムやビデオの上映、学校団体および公的なプログラム、生活文化の展示が場内一杯に、一年を通して行われている。

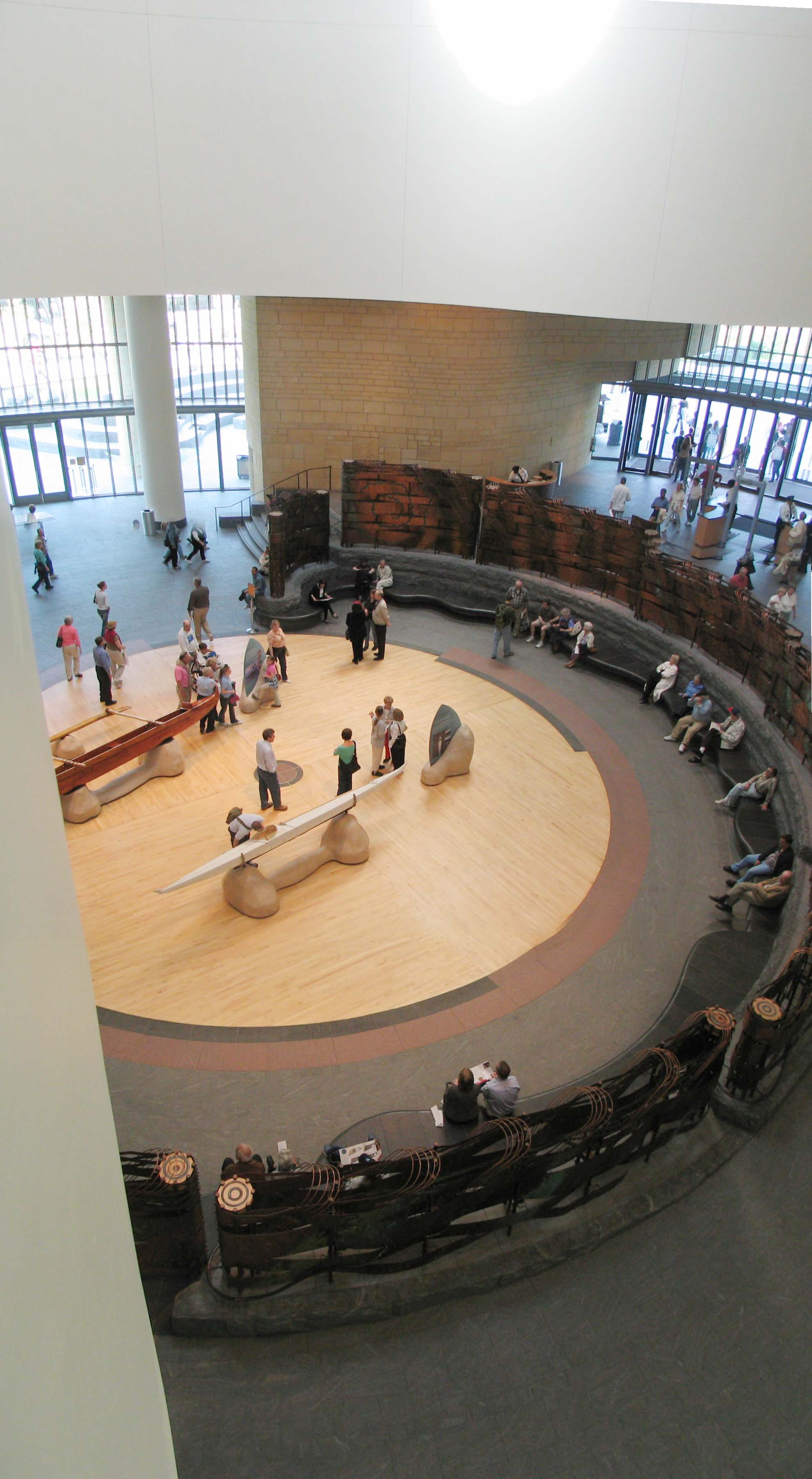
東側入り口内部

博物館の建築計画とデザインはカナダのオンタリオ州オタワ出身の建築家、ダグラス・カーディナル（ブラックフット族）で、設計自体はアメリカ合衆国ペンシルベニア州フィラデルフィアにある建築会社「GBQC」の建築家であるジョンポール・ジョーンズ（チェロキー族、チョクトー族）が手掛けた。ダグラスのデザインによって開始された計画だったが、建設中に意見の相違があり、ダグラスはこの企画から降りているが、その後も建造物のデザインはダグラスの意図を保ち、継続的にダグラスのアドバイスを受けることで完成に至っている。
博物館の建設自体は、シアトルの「ジョーンズ&ジョーンズ建設株式会社」と「景観設計株式会社」、ワシントンD.C.の「スミス・グループ」と付き合いのある「ネイティブ・アメリカン・デザイン・コラボレーティブ」のルー・ウェラー（カドー族）が行った。デザイン顧問としては、ニューヨーク市の「ポルシェック・パートナーズ建築会社」からラモーナ・サキエステワ（ホピ族）とダナ・ハウス（ナバホ族・オナイダ族）が参加している。景観設計はシアトルの「ジョーンズ&ジョーンズ建設会社」と「景観設計株式会社」、バージニア州アレクサンドリアの「EDAW社」が行った。

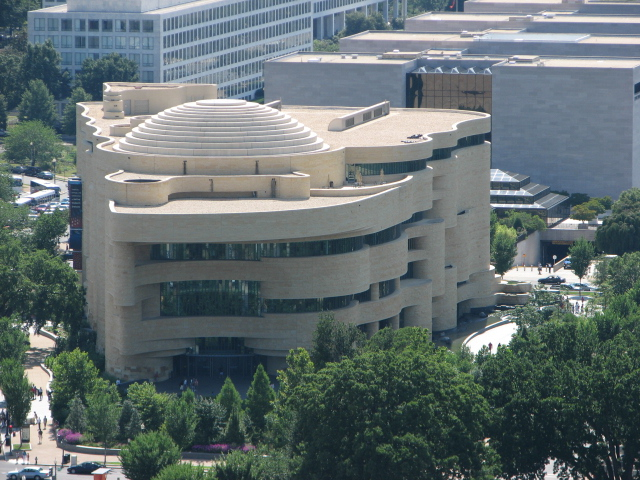
屋上部はドームになっている

全般にアメリカインディアンが博物館のデザイン指導や作業を担い、ヨーロッパにある美術館や白人アメリカ文化とは違う、インディアン文化に馴染むものであるよう意図されている。景観設計を指導したナバホ族・オナイダ族の植物学者であるドナ・ハウスは、「景観は建物の中へと流れ込むようになっていて、私たち自身がその環境になっています。私たちは木であり、岩であり、水なのです。そしてそれはこの博物館の一部であるべきなのです。」と述べている。

### 名称決定の経緯
この博物館は「アメリカ・インディアン博物館」と命名されているが、これは1989年に博物館建設のための法案を可決した議会の機関によって選ばれた名称である。 その際この機関は法案のなかで特に「アメリカインディアン国立博物館」の名称で議会請求したが、当初、議会事務局は博物館名称を空白で入力していた。 結局、議会は「アメリカインディアン」と「ネイティブアメリカン」のどちらが好ましいか当該者に対して行われた国勢調査と、「BIA（インディアン管理局）」が永年使用している呼称であることを鑑みて、「アメリカインディアン」の名称を選択した。
「アメリカインディアン」よりも「政治的に正しい」として合衆国内で1990年代に推し進められた「ネイティブアメリカン」への呼び変えであるが、1995年度の国勢調査の結果は、インディアンの50％近くが「アメリカインディアン」の呼称に満足しており、「ネイティブアメリカン」呼称を好む割合は37％に過ぎなかった。インディアン権利団体の「アメリカインディアン運動（AIM）」などは、「ネイティブアメリカン」という呼称を、アメリカ政府の規制による「でっち上げフレーズ」だと主張している。
内務省インディアン管理局（BIA）は、「ネイティブアメリカン」という単語について、次のように説明している。
「用語としての“ネイティブアメリカン”は、インディアン管理局（BIA）がサービスを提供する対象の民族集団を意味する言葉として、1960年代に使い始めたものです。これは当初、アメリカインディアンとアラスカ先住民（インディアン、エスキモー、アレウト）を指したものでしたが、のちに連邦の枠組みの中で、ハワイ原住民と太平洋諸島原住民が含まれるようになりました。しかしこの呼称はインディアンの集団の中では不評を得ています。優先用語は“アメリカインディアン”です」
このような経緯で、「アメリカインディアン」以外の「ネイティブアメリカン」を含まない、「アメリカインディアン」のみの民俗資料の展示施設として、当博物館の名称は「国立アメリカ・インディアン博物館」と命名された。

### ジョージ・グスタフ・ヘイ・センター

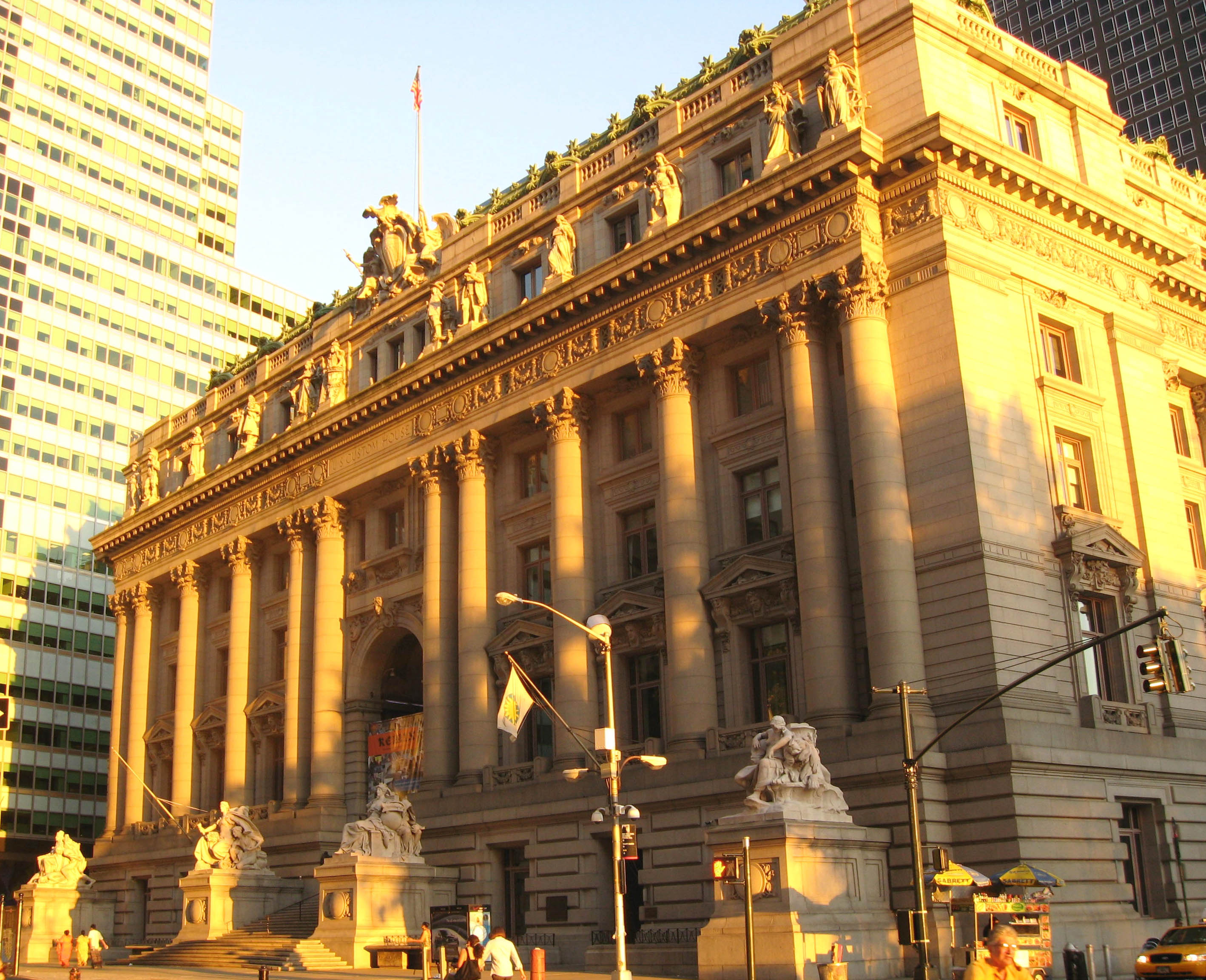
「ジョージ・グスタフ・ヘイ・センター」はこの「アレクサンダー・ハミルトン税関ビル」の中にある

国立アメリカ・インディアン博物館の別棟である「ジョージ・グスタフ・ヘイ・センター」は、ニューヨーク市のマンハッタン南部にあるアレクサンダー・ハミルトン税関ビルの2つのフロアを占めていて、展示スペースは2000㎡ある。この建物は、1907年に建築家キャス・ギルバートによって建てられたもので、ボザール式の建造様式が採用されており、「国定歴史建造物」（National Historic Landmark）及び「ニューヨーク市歴史建造物」（New York City landmark）に指定されている。「ヘイ・センター」は国立アメリカ・インディアン博物館と同じく、映画やビデオの上映、学校団体向けプログラム、生活文化の展示が年中行われている。

### 文化資源センター
メリーランド州スートランドにある「文化資源センター」は、国立アメリカ・インディアン博物館が運営するもので、各種資料や写真を多数収容する、巨大なオウムガイ型の建物である。

## 収集物について

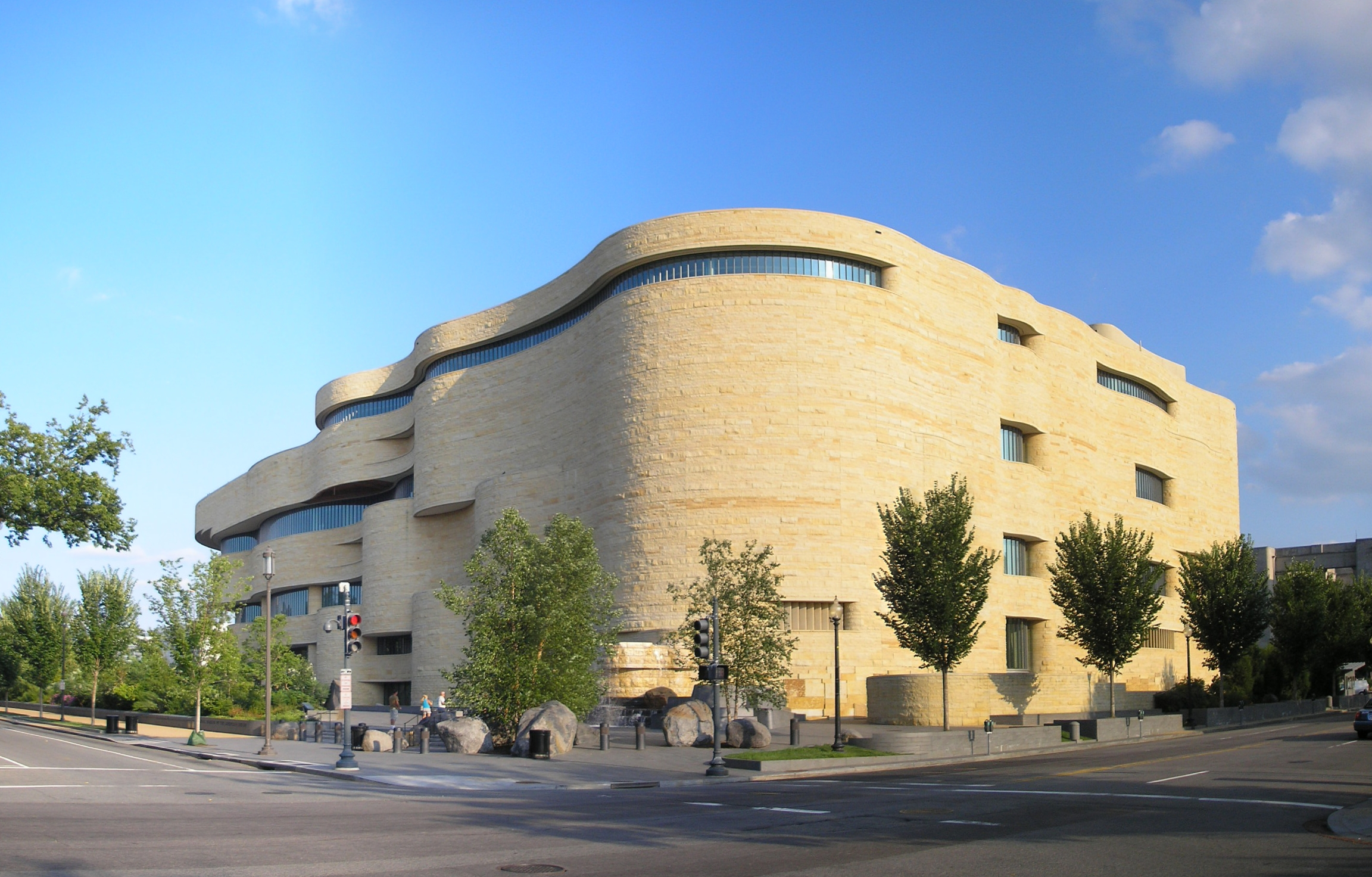
北側の外観

「国立アメリカ・インディアン博物館」の母体は、ニューヨーク市にあるヘイ財団の「アメリカ・インディアン博物館（Museum of the American Indian）」であり、ヘイ財団が所有していた収集品群がそのまま使われている。ヘイ財団の収集品の数は80万点を超え、記録写真の数は125,000枚にも上るものである。1990年6月にスミソニアン協会に寄贈されたこれらの収集品群は、南北アメリカを旅してアメリカ・インディアンの関連物を収集したジョージ・グスタフ・ヘイ（1874～1957年）が、1903年から実に54年の歳月をかけて集めた品々である。「アメリカ・インディアン博物館」は、ヘイ財団の創設者であるヘイが1922年に開館した私設の博物館である。
この国立アメリカ・インディアン博物館の、ヘイ財団由来のコレクションは、白人がインディアンやエスキモーなどから剥奪没収したアメリカ先住民の民具を、それぞれの部族に返還する「アメリカ先住民の墓地の保護と遺品の返還法」（NAGPRA）の対象になっていない。同博物館の建設は、NAGPRA法の成立した1990年の前年に「国立アメリカ・インディアン博物館法」として法令可決したものだからである。同博物館はこの収集物について、学術研究者への研究提供プログラムを組んでいる。
博物館が2004年10月にオープンしたとき、展示がそのものの意味を説明するでもなく単にレッテルを貼っただけで、無価値ながらくたではないかとの多方面からの批判があった。ともあれ同博物館は、「我々の生活（Our Lives）」とのテーマの下、一つの建物の中で南北アメリカのインディアンの8つの土着の暮らしを公開し、観覧者だけでなくインディアン自身にもその意味について提示しているのである。

## 博物館館長
国立アメリカ・インディアン博物館の初代館長は、南部シャイアン族のピース・チーフであり、オクラホマ州シャイアン・アラパホー族の部族員でもある、W.リチャード・ウェスト・Jrである。
彼は1990年に同博物館の館長に就任する以前には、ワシントンDCで、「フリード・フランク・ハリス・シュリバー＆ヤコブソン法律事務所」の正弁護士を務め、続いてニューメキシコ州アルバカーキで、インディアンが運営する「ガバー・ステッツォン・ウィリアムズ＆ウェスト法律事務所」に勤め、数多くの部族や機関の顧問弁護人や特別弁護人を務めた。
ウェストは、博物館長在任中に、4年間で総額250,000ドルを使い、たびたび海外視察を行って博物館から離れていたため、2007年に強い批判を浴びた。この視察旅行はスミソニアンの経費による公式旅行であり、アメリカインディアンの多数の団体がウェストを弁護したのだが、2007年にこの役職を辞任した。
ウェストの後を継いだ現在の館長は、ポーニー族・コマンチ族のケビン・ガバーである。ガバーはプリンストン大学とニューメキシコ大学で学位を取得し、2001年にはプリンストン大学の法律学位の名誉博士号を授与されている。またガバーは1996年から2001年まで、BIA（インディアン管理局）の副局長を務めており、BIAのインディアンに対する1世紀を超える迫害について、涙を流しながら歴史的な謝罪を行った人物である。

## 刊行物
国立アメリカ・インディアン博物館では、「先住民の伝統と共同体を祝おう」と掲げた季刊誌『アメリカインディアン』を定期発行している。これはインディアンの国に関する広範囲な話題を採り上げており、2002年と2003年には、「アメリカ先住民ジャーナリスト協会」で総合優秀賞を受賞している。

## ギャラリー

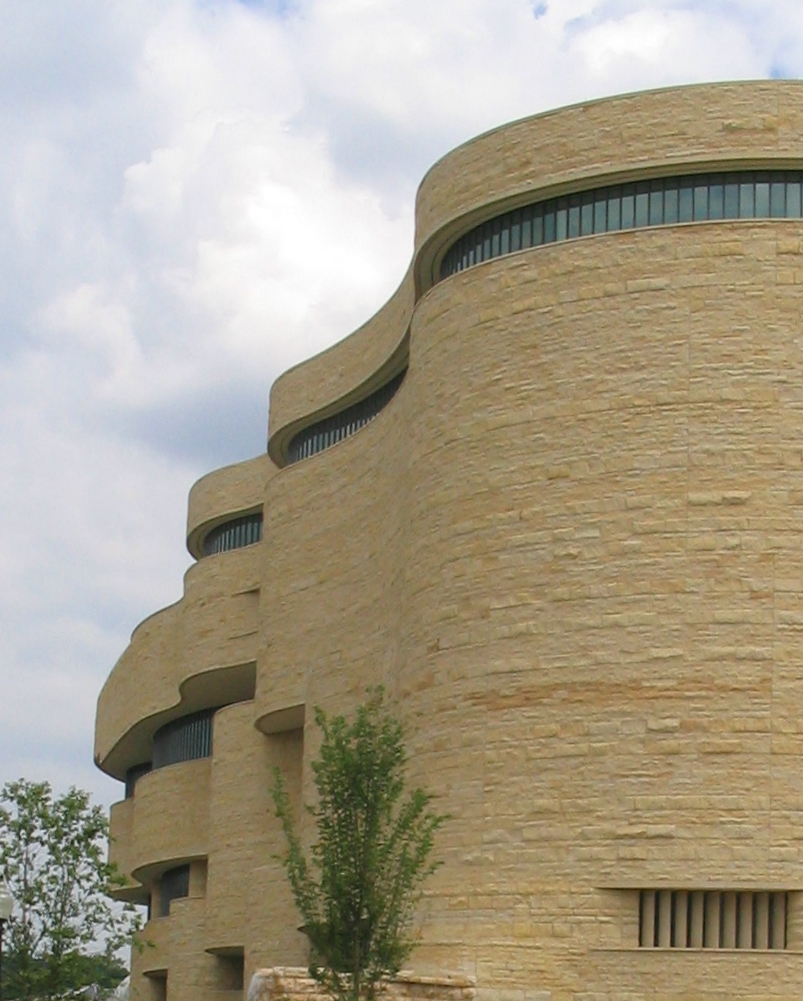
滑らかな曲線が特徴的な外観。nutterbuttee
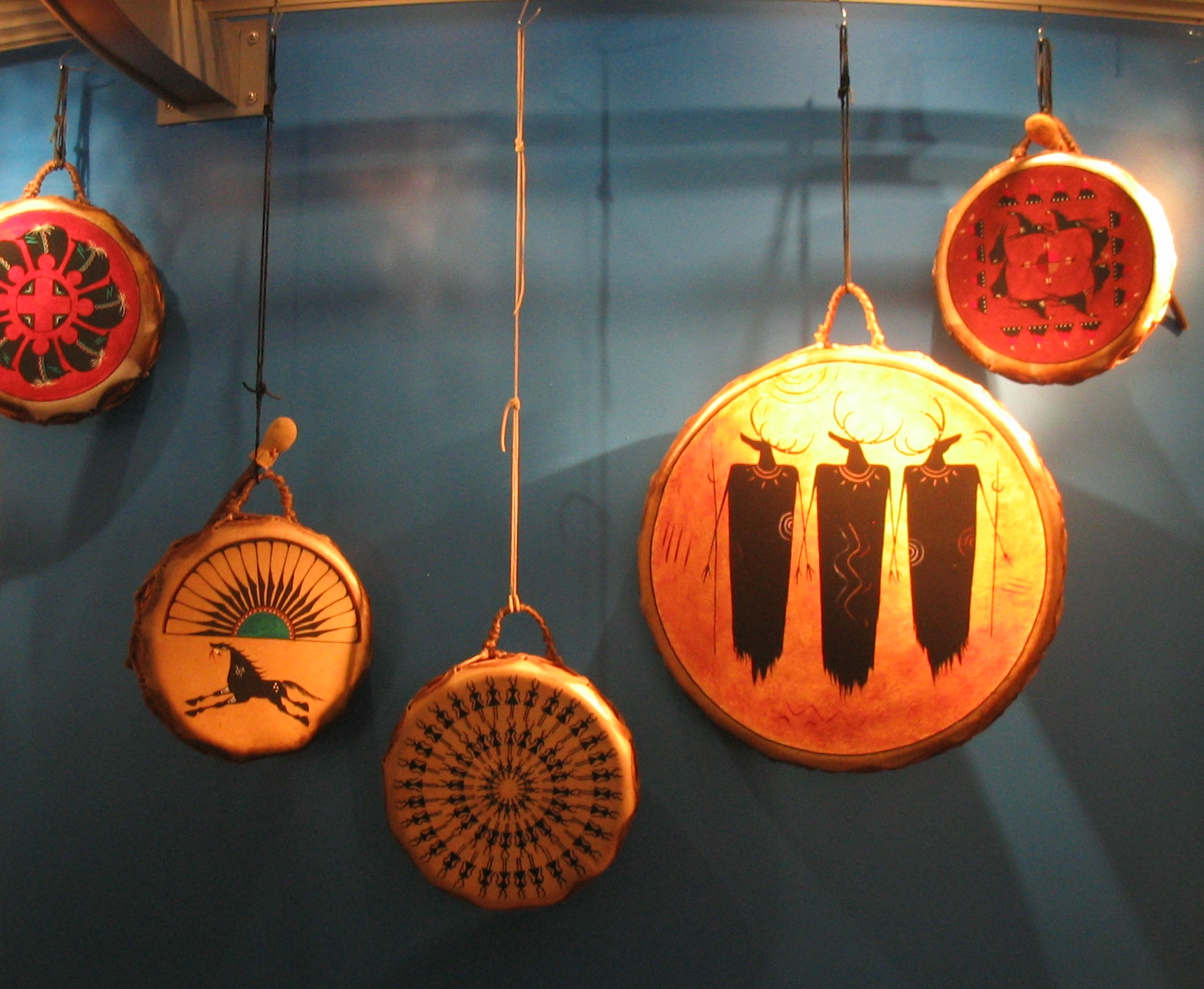
ミュージアムショップも充実。写真はお土産用のインディアンが使用するドラムの一種。
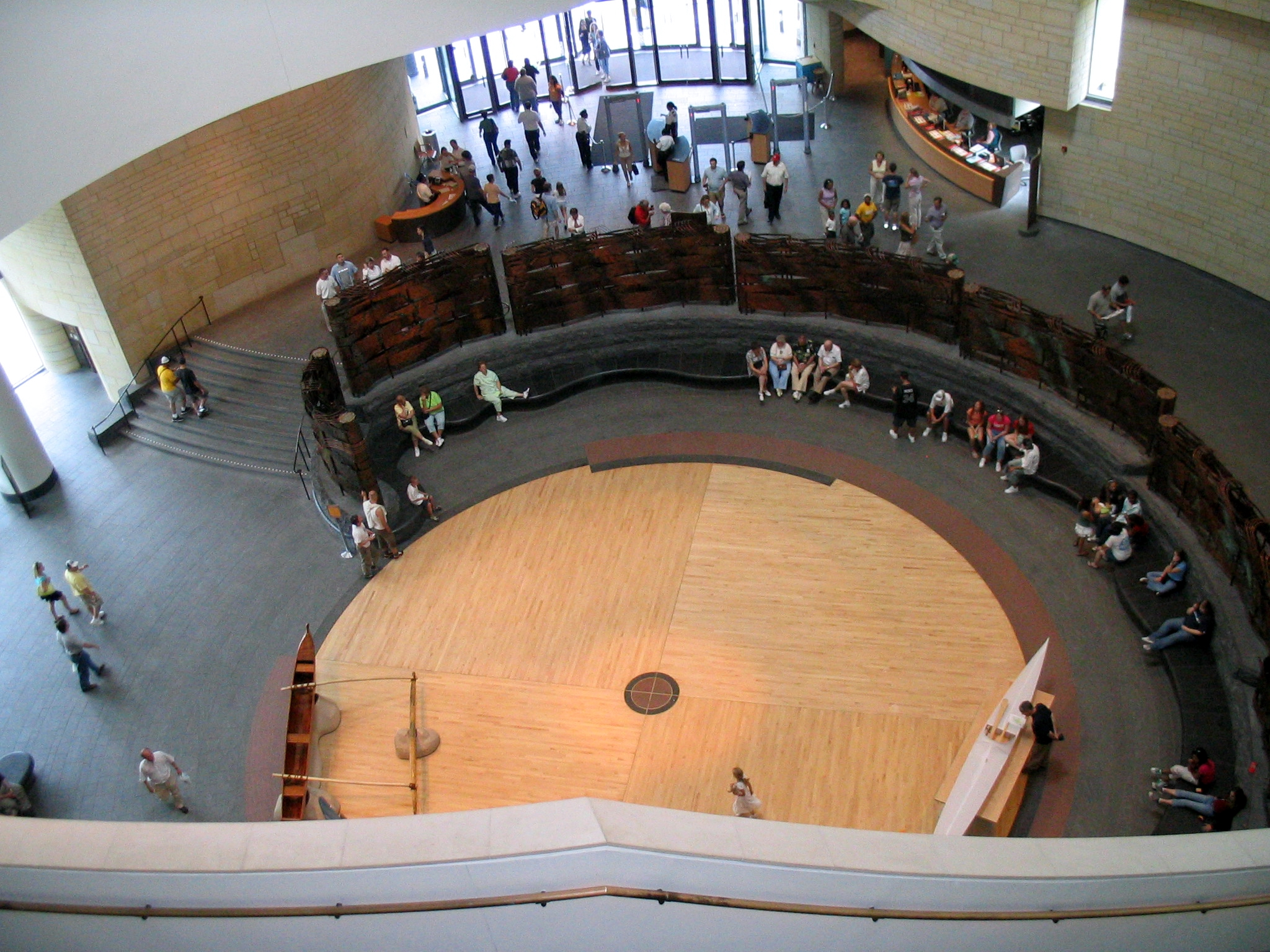
吹き抜けとなっている東玄関口エントランス。写真は2階部分から写したもの。
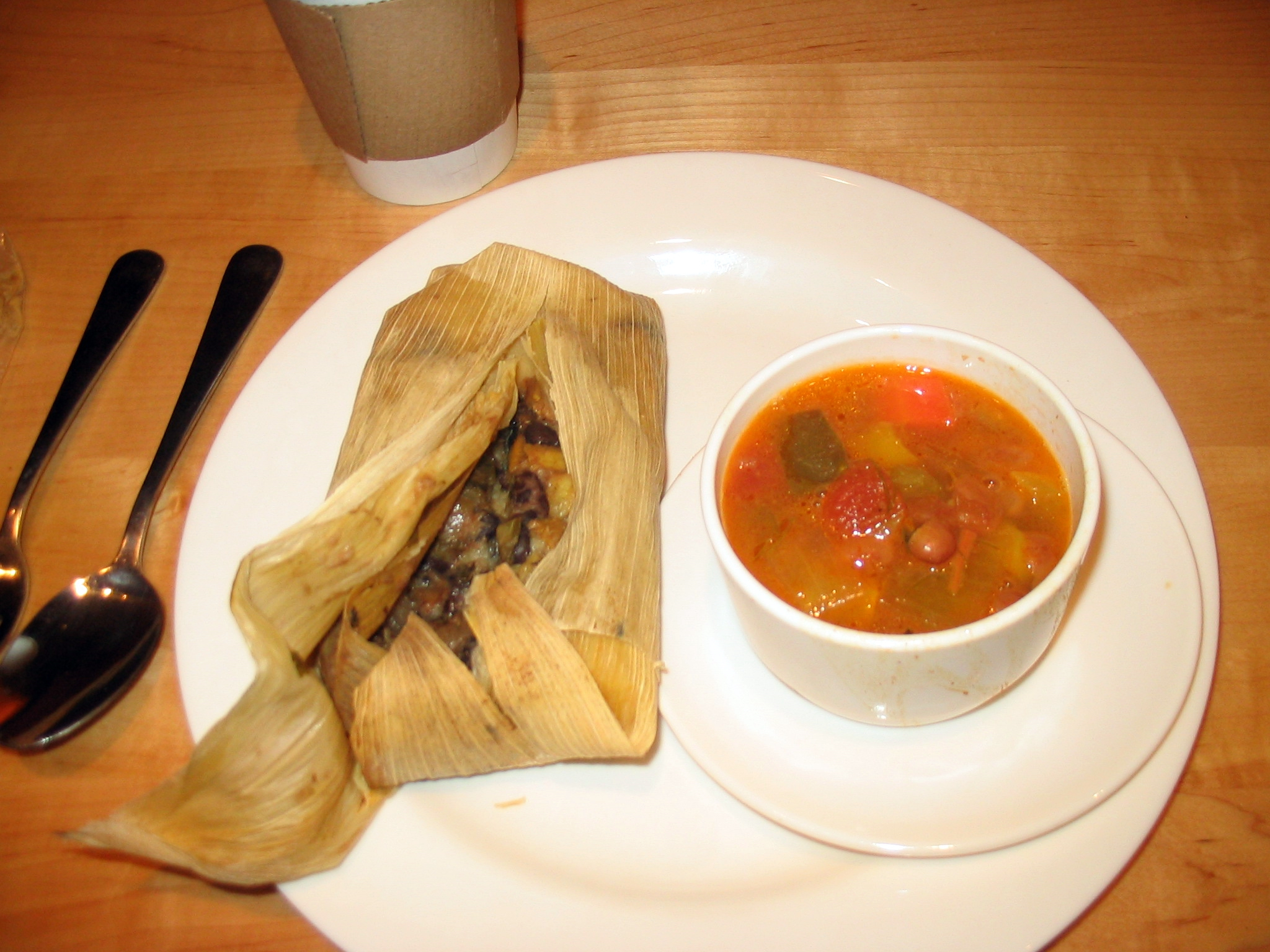
広いカフェテリアも魅力。写真のようなタマーリとカボチャ類のスープなど、幅広いメニューが楽しめる。

## 参考
- Office of Public Affairs, Smithsonian's National Museum of the American Indian. Updated on 2005年9月22日.
- Francis Hayden, "By the People", en:Smithsonian, 2004年9月, pp. 50–57.